# 1605 Milankovitch
1605 Milankovitch este un asteroid din centura principală, descoperit pe 13 aprilie 1936, de Petar Đurković.